# К'юздіно
К'юздіно (італ. Chiusdino) — муніципалітет в Італії, у регіоні Тоскана,  провінція Сієна.
К'юздіно розташоване на відстані близько 185 км на північний захід від Рима, 75 км на південь від Флоренції, 29 км на південний захід від Сієни.
Населення — 1928 осіб (2014).

## Демографія
Населення за роками:

Станом на 1 січня 2023 року в муніципалітеті офіційно проживало 330 іноземців з 30 країн, серед них 77 громадян країн Євросоюзу та 7 громадян України.

## Сусідні муніципалітети
- Казоле-д'Ельса
- Монтічано
- Монтієрі
- Радікондолі
- Роккастрада
- Совічилле